# Saint-Patrice
Saint-Patrice is een plaats en voormalige gemeente in het Franse departement Indre-et-Loire in de regio Centre-Val de Loire. De plaats maakt deel uit van het arrondissement Chinon.

## Geschiedenis
De gemeente is op 1 januari 2017 gefuseerd met Saint-Michel-sur-Loire en Saint-Michel-sur-Loire tot de commune nouvelle Coteaux sur Loire.

## Geografie
De oppervlakte van Saint-Patrice bedraagt 16,9 km², de bevolkingsdichtheid is 37,8 inwoners per km².
De onderstaande kaart toont de ligging van Saint-Patrice met de belangrijkste infrastructuur en aangrenzende gemeenten.

## Demografie
Onderstaande figuur toont het verloop van het inwonertal (bron: INSEE-tellingen).